# Georges Schneider
Georges Schneider (ur. 11 lipca 1925 w Les Ponts-de-Martel, zm. 10 września 1963 w Oberrickenbach) – szwajcarski narciarz alpejski, mistrz świata.
Wystartował na igrzyskach olimpijskich w Sankt Moritz w 1948 roku, gdzie zajął trzynaste miejsce w slalomie. Podczas rozgrywanych dwa lata później mistrzostw świata w Aspen wywalczył złoty medal w tej samej konkurencji. W zawodach tych wyprzedził Włocha Zeno Colò i Steina Eriksena z Norwegii. Na tej samej imprezie był piąty w gigancie, a w zjeździe uplasował się na szesnastej pozycji. W 1952 roku wystąpił na igrzyskach olimpijskich w Oslo, zajmując piąte miejsce w gigancie i dziewiąte w zjeździe. W kolejnych latach był też między innymi szósty w gigancie na mistrzostwach świata w Åre w 1954 roku i piąty w slalomie podczas igrzysk olimpijskich w Cortinie d’Ampezzo dwa lata później. Brał również udział w igrzyskach olimpijskich w Squaw Valley w 1960 roku, gdzie rywalizację w slalomie ukończył na 31. pozycji.
Był 7-krotnym mistrzem Szwajcarii: w slalomie (1951, 1954, 1956-1958), gigancie (1954) i kombinacji (1954).
Zginął w wypadku na polowaniu.

## Osiągnięcia

### Igrzyska olimpijskie
| Miejsce | Dzień       | Rok  | Miejscowość       | Konkurencja | Czas biegu | Strata | Zwycięzca        |
| ------- | ----------- | ---- | ----------------- | ----------- | ---------- | ------ | ---------------- |
| 13.     | 5 lutego    | 1948 | Sankt Moritz      | Slalom      | 2:10,3     | +8,1   | Edy Reinalter    |
| 5.      | 15 lutego   | 1952 | Oslo              | Gigant      | 2:25,0     | +6,2   | Stein Eriksen    |
| 9.      | 16 lutego   | 1952 | Oslo              | Zjazd       | 2:30,8     | +6,2   | Zeno Colò        |
| 48.     | 19 lutego   | 1952 | Oslo              | Slalom      | 2:00,0     | -      | Othmar Schneider |
| 17.     | 29 stycznia | 1956 | Cortina d’Ampezzo | Gigant      | 3:00,1     | +17,2  | Toni Sailer      |
| 5.      | 31 stycznia | 1956 | Cortina d’Ampezzo | Slalom      | 3:14,7     | +6,2   | Toni Sailer      |
| 31.     | 24 lutego   | 1960 | Squaw Valley      | Slalom      | 2:08,9     | +43,8  | Ernst Hinterseer |

### Mistrzostwa świata
| Miejsce | Dzień       | Rok  | Miejscowość       | Konkurencja | Czas biegu | Strata | Zwycięzca        |
| ------- | ----------- | ---- | ----------------- | ----------- | ---------- | ------ | ---------------- |
| 13.     | 5 lutego    | 1948 | Sankt Moritz      | Slalom      | 2:10,3     | +8,1   | Edy Reinalter    |
| 5.      | 14 lutego   | 1950 | Aspen             | Gigant      | 1:54,4     | +1,5   | Zeno Colò        |
| 1.      | 16 lutego   | 1950 | Aspen             | Slalom      | 2:06,4     | -      | -                |
| 16.     | 18 lutego   | 1950 | Aspen             | Zjazd       | 2:34,4     | +11,1  | Zeno Colò        |
| 5.      | 15 lutego   | 1952 | Oslo              | Gigant      | 2:25,0     | +6,2   | Stein Eriksen    |
| 9.      | 16 lutego   | 1952 | Oslo              | Zjazd       | 2:30,8     | +6,2   | Zeno Colò        |
| 48.     | 19 lutego   | 1952 | Oslo              | Slalom      | 2:00,0     | -      | Othmar Schneider |
| DSQ     | 1 marca     | 1954 | Åre               | Slalom      | 2:20,06    | -      | Stein Eriksen    |
| 6.      | 3 marca     | 1954 | Åre               | Gigant      | 1:52,5     | +3,3   | Stein Eriksen    |
| 7.      | 7 marca     | 1954 | Åre               | Zjazd       | 1:59,6     | +5,0   | Christian Pravda |
| 17.     | 29 stycznia | 1956 | Cortina d’Ampezzo | Gigant      | 3:00,1     | +17,2  | Toni Sailer      |
| 5.      | 31 stycznia | 1956 | Cortina d’Ampezzo | Slalom      | 3:14,7     | +6,2   | Toni Sailer      |
| 14.     | 2 lutego    | 1958 | Badgastein        | Slalom      | 1:55,1     | +15,0  | Josef Rieder     |
| 31.     | 24 lutego   | 1960 | Squaw Valley      | Slalom      | 2:08,9     | +43,8  | Ernst Hinterseer |